# Fernando Morena
Fernando Morena Belora (født 2. februar 1952 i Montevideo, Uruguay) er en tidligere uruguayansk fodboldspiller og -træner, der som angriber på Uruguays landshold deltog ved VM i 1974 i Vesttyskland. Han var også med på holdet der vandt Copa América i 1983. I alt nåede han at spille 54 kampe og score 22 mål for landsholdet.
Morena spillede på klubplan primært for CA Peñarol i hjemlandet, hvor han var tilknyttet i sammenlagt ni år. Han havde også adskillige udlandsophold hos blandt andet Rayo Vallecano og Valencia i Spanien, Flamengo i Brasilien samt Boca Juniors i Argentina. Med Peñarol var han med til at vinde hele seks uruguayanske mesterskaber og er med 230 mål i 244 kampe den mest scorende spiller i den uruguayanske liga nogensinde.
Morena har efter sit karrierestop fungeret som træner i både sin gamle klub Peñarol, samt i Colo-Colo i Chile og Real Murcia i Spanien.

## Titler
Primera División Uruguaya
- 1973, 1974, 1975, 1978, 1981 og 1982 med Peñarol

Copa Libertadores
- 1982 med Peñarol

Intercontinental Cup
- 1982 med Peñarol

UEFA Super Cup
- 1980 med Valencia

Copa América
- 1983 med Uruguay